# Rossano Puddu
Rossano Puddu (Capoterra, 16 dicembre 1946) è un musicista, cantante e compositore italiano tra gli anni '50 e gli anni 2000. È considerato da tanti uno dei primi grandi musicisti professionisti in Sardegna che ha portato la musica sarda e italiana all'estero.

## Biografia
Nato a Cagliari, primogenito di una famiglia povera, la storia musicale di Rossano inizia molto presto: a 3 anni, come raccontavano i suoi genitori, era sparito di casa e quando lo ritrovarono, era ad applaudire felice la banda musicale al seguito del circo equestre. 
Visto che gli piaceva la musica, il padre, suonatore di armonica, nel 1953 lo portò a studiare la fisarmonica dal Maestro Gino Mameli(clarinettista) che suonava nell'orchestra del Teatro alla Scala di Milano e poi, a Cagliari presso l'Accademia Musicale Luigi Lanàro di Roma con il Maestro Salvatore Pili.
Questa Accademia dava una preparazione strumentale ed una cultura musicale al pari di un Conservatorio musicale; Rossano l'ha frequentata per circa 15 anni, dando regolari esami ogni anno per ogni grado d'apprendimento, a partire dal solfeggio fino al magistero.
All'agosto 1949 l'Accademia era riconosciuta da parte del Ministero della Pubblica Istruzione.

## L'adolescenza e la passione per la musica

Le prime esibizioni

Iniziò la sua lunga carriera da fisarmonicista esibendosi per la prima volta a Capoterra (Cagliari) a soli 8 anni, accompagnando la 
processione dell'incontro di Pasqua tra Gesù Cristo e la Madonna.
Un giorno si presentò a casa sua un signore, Mariuccio detto "bello bello, che faceva il clown nel circo (era uno dei fondatori del circo sardo) che girava in tutta l'isola e spesso veniva in paese con i suoi spettacoli: sentendolo suonare, lo invitò ad accompagnare gli artisti del suo circo. 
Erano momenti difficili, visto che doveva lavorare di giorno per aiutare la famiglia e mantenersi agli studi.
Veniva chiamato a suonare in molti paesi della Sardegna (processioni, feste, sagre, manifestazioni) a Capoterra, Uta, Sarroch, Pula, Domus de Maria, Vallermosa, Sestu, Tonara ed altri paesi.
Tutto ciò, comunque, non lo dissuadeva dallo studio della musica, anzi arricchiva il suo repertorio.

## La maturità artistica

Rossano in un concerto in Germania

Con il gruppo folk Santa Barbara

Rossano Puddu (a sinistra) e Tony Piaceri (al centro) ricevono il premio di ballo folk sardo

Il gruppo Rossano e le sue tastiere

Fra il 1965 e il 1967 è stato il primo fisarmonicista ad esibirsi per la RAI - nella trasmissione Radio "Fisarmonicisti Isolani", poi alla fine anni sessanta è emigrato in Germania per lavoro, portandovi anche la sua musica. Qui gli si è presentata l'opportunita di far parte come solista nel gruppo italiano The Royal 007, col quale si è esibito in diverse città tedesche: Limburg an der Lahn, Wiesbaden, Staffel e altre città tedesche, club dei sardi ed altri locali.
Al ritorno in Sardegna decise di approfondire gli studi musicali, inserendo la chitarra classica, l'organo elettronico e le tastiere. Il suo costante studio e la passione per la musica, vennero però appagati; il suo lavoro lo portava non solo a suonare, ma a diventare Maestro di musica. Fondava così una scuola di musica per bambini e adulti, arrivando a insegnare a più di 100 allievi di diversa età e classe sociale (c'erano anche delle Suore).
Ha avuto il riconoscimento come miglior Maestro in un paio di Concorsi per i suoi studenti, nel 1979 e nel 1986; in questo anno ha avuto modo di conoscere il Re della fisarmonica Wolmer Beltrami, che gli ha consegnato il Diploma d'Onore di persona.
Nel frattempo, assieme a Tony Piaceri, ha istituito il gruppo folkloristico Santa Barbara dove ha progettato il nuovo metodo per i balli sardi: era anche il collaboratore artistico e musicale nel gruppo.
Ha collaborato anche per tante creazioni e registrazioni dei brani per Tony Piaceri e con la casa discografica Tirsu.
Non lascia mai l'insegnamento, e per far conoscere le sue doti di insegnante e i suoi studenti, forma il gruppo Rossano e le sue tastiere composto dai suoi allievi, facendo tante serate di liscio e latino americano, feste e sagre in piazza. 
Organizzava eventi nei paesi limitrofi, come lo Zecchino d'Oro per i bambini e La Corrida per i cantanti dilettanti.
Il 28 agosto 2015 ha partecipato alla serata in memoria dell'artista scomparso, Memorial per Tony Piaceri, dedicandogli
la canzone "L'arcobaleno" di Adriano Celentano.

## La sua musica
Inizia la carriera da compositore scrivendo musica e testi sin da giovane, non trascurando l'origine sarda, compone le canzoni moderne in lingua campidanese, dedicandole un intero album.
La prima opera è stata "Sardegna Mia" (in lingua sarda*), e il suo il primo album porta lo stesso nome.
Continua ad inserire spesso le canzoni in sardo in varie produzioni musicali.
Aveva addirittura tradotto la famosa canzone napoletana Tu ca nun chiagne, cantando in due lingue, e per Dicitencello vuje, ha 
scritto il testo completamente in sardo, intitolandola Ti bollu beni.
Ma i suoi repertori non si fermavano solo alla musica tradizionale, infatti suonava e cantava i più bei brani degli anni 60/70 di diversi artisti italiani, fra cui Celentano, Morandi, Toto Cutugno e tanti altri, oltre a canzoni in diverse lingue (spagnolo e russo).
Alla Shanson TV (Russia) nel 2017 si è esibito con paio di pezzi, anche in lingua russa. La sua bravura venne notata e sentita dal pubblico russo che ha formato un gruppo di fans, che tuttora lo segue sempre. 
Ospite molte volte alla web Radio Carrù International, Rossano ha raggiunto il picco di ascolti dalla Russia, apprezzato per le sue canzoni ed è stato ospite anche alla web Radio-GBJ-alternative. Ha pure fatto diversi concerti in Bielorussia, fra i quali uno a Minsk nel 2009.
Ma la sua storia non finisce qui,continua incessantemente a scrivere nuove canzoni ed è considerato dalla SIAE il Prolifico, perche ha prodotto ad oggi quasi 200 brani musicali in lingua sarda, napoletana, italiana, spagnola e russa.

## Vita privata
Dal primo matrimonio ha avuto due figli:Adriano e Cristian; alla fine degli anni novanta si è sposato, in seconde nozze, con la russa Svetlana Kaplunova, diventata la sua "Musa ispiratrice" e collaboratrice.
Svetlana ha scritto per lui alcuni testi in italiano ("Semplicemente musica", "Cercavo te", "Bicchiere di spumante") e ha curato i testi in russo dei suoi brani.

## Premi e Riconoscimenti alla carriera
- Concorso Regionale di Musica per i Giovani Piero Albergoni (per allievi Pianisti-Fisarmonicisti-Organisti-Chitarristi): Diploma d'Onore come Maestro,  rilasciato dalla F.I.M.S. (Federazione Italiana Musica Strumentale), Cagliari 11 marzo 1979
- 5ºConcorso Regionale di Musica per Giovani (per allievi Pianisti-Fisarmonicisti-Organisti-Chitarristi): Diploma d'Onore come Miglior Maestro consegnato da Wolmer Beltrami, Cagliari, 1986.
- Concorso nazionale: classificato al 3º posto
- Concorso Regionale: classificato al 2º posto
- Ringraziamento speciale dell'Amministrazione Comunale di Capoterra, Per l'impegno in campo artistico e musicale alla comunità capoterrese, 11 marzo 2006.

## Singoli
- Arrivederci
- Bruna isolana
- C...Rossano
- Che bello è questo amore
- Fino all'ultimo respiro
- Io mi fermo qui
- Io vorrei
- Il mio concerto
- Il mio gioiello
- Le note del mio cuore
- Lontano
- Musica
- Non lasciarmi solo
- Primavera
- Ricordi miei
- Rockssano
- Rossano canta Napoli
- Sardegna mia
- Semplicemente musica
- Sono un artista
- Tramonta il sole
- Una fisarmonica una voce
- Un sardo italiano
- Vulcano

## Album
- Tony Piaceri Volume 2